# 狗日
狗日（英語：dog days），又譯犬日，是夏天中最熱的時期，相當於盛夏、真夏，或古漢語的三伏。在北半球，這個時期是七月上旬至八月中旬之間，在南半球，則是1月上旬至2月中旬。
這個名詞源於大犬座的天狼星，英語中又稱犬星（Dog Star）。天狼星在7月至8月時出現在北半球的天空上，正當夏天最熱的時期，古羅馬人認為這個星星帶來了這個時期的暑熱。在羅馬曆，狗日大致上對應到7月24日至8月24日之間，或是7月23日至8月23日之間。除了英語國家之外，包括德國、法國與義大利，都使用這個說法。
1975年的電影《熱天午後》（Dog Day Afternoon）使用了這個典故作為片名。